# Afscheid van Canada
'Afscheid van Canada' is een autobiografisch verhaal van de Nederlandse schrijver Willem Frederik Hermans, geschreven vanaf 1954 en voor het eerst gepubliceerd in de verhalenbundel De laatste roker uit 1991. Het is een van de zes autobiografische verhalen in het oeuvre van de auteur met Richard Simmillion als ik-verteller. Richard herinnert zich zijn verblijf, lang geleden, in Canada. Hij werkte in een oninteressant gebied van het land, maar vond de arbeidsvoorwaarden ideaal voor een schrijver.

## Samenvatting
Schrijver Richard Simmillion, de ik-verteller, kijkt na vele jaren terug op zijn verblijf in Canada, waar hij ooit werkte. Hoewel er buiten het werk weinig te beleven was in het gebied, wilde hij dit baantje graag houden, omdat het ideaal voor een schrijver was. Het ene half jaar zou hij vrij zijn en het andere werken, met kost en inwoning door de werkgever betaald. Zijn overweging daarbij was dat het leven van de pen alleen het erg moeilijk zou maken om zijn werk 'tegen commerciële corruptie te beschermen'.
Een schrijver heeft volgens Richard overal te maken met maatschappelijke tegendruk, maar in een groot taalgebied is het nog mogelijk financieel onafhankelijk te worden 'door de ware functie van schrijvers uit te oefenen, dat is: de lezers te ontmaskeren en te tuchtigen.'
Richard had gehoord dat schrijvers met een baan door hun niet-schrijvende collega's scheef worden aangekeken. Zij vermoeden dat de schrijver niet zijn best zal doen en hij wordt overgeslagen bij promoties. Een schrijver die ambtenaar is, ziet zich tijdens kantooruren gedwongen om zijn ware belangstelling te verbergen.
Het is een wanhopig makende gedachte dat iemand die met scheppingskracht gezegend is, als het zo mag worden genoemd, het grootste deel van de weinige tientallen jaren dat een menselijk brein in topvorm functioneert, moet worden gestraft met zelfverloochening.
De schrijver verkeert in een wezensvreemde omgeving, tussen individuen die hem met wantrouwen bekijken, resulteert in een 'geestelijk isolement waardoor het talent in het leven van de schrijver eigenlijk geen andere functie heeft dan ziekte in dat van een chronisch zieke'.
Richard deed zijn best op het werk, maar de directeur van zijn firma kwam een bericht over hem onder ogen in een weekblad. Richard had een niet voor publicatie bedoelde foto gestuurd aan 'de luie tijdschriftleider' Koloman Boter, en Boter heeft die laten afdrukken met een bijschrift dat onthulde dat Richard als houtcontroleur werkzaam was in Quebec te Canada. Het ontslag van Richard kon daardoor niet uitblijven.

### Personages
- Richard Simmillion
- Robbie

## Autobiografische achtergrond
Het verhaal is gebaseerd op de werkzaamheden van de auteur in Canada in de tweede helft van 1948. Hij stuurde een foto van zichzelf aan Adriaan Morriën en die toonde hem aan Simon Carmiggelt, die de fotot in Vrij Nederland van 9 oktober 1948 liet afdrukken onder de titel 'W.F. Hermans in hout.'

## Plaats in het oeuvre
'Afscheid van Canada' behoort tot twee groepen verhalen in het oeuvre. Het is een van de zes autobiografische Richard Simmillion-verhalen, die de auteur vanaf de jaren zestig gedurende een periode van ongeveer dertig jaar verspreid publiceerde, een of twee verhalen in elk decennium. Daarnaast behoort het tot de drie verhalen die de literaire neerslag zijn van het verblijf van Hermans in Canada in de tweede helft van 1948. De andere titels zijn 'Een veelbelovende jongeman' en 'Een landingspoging op Newfoundland'. Deze verhalen staan vooraan in de bundel Een landingspoging op Newfoundland en andere verhalen uit 1957.

## Receptie
Criticus Peter Blom van het Nieuwsblad van het Noorden onderkende in het verhaal een 'ík-gevoel' dat pas dertig jaar later de naam van een tijdperk zou krijgen: 'deze Newfoundland-geschiedenis met zijn verstrekkende bespiegelingen is het hoogtepunt van het boek'. Over het verhaal is weinig geschreven; het was nog niet gepubliceerd toen Martien J.G. de Jong in 1986 zijn monografie over de andere vijf Richard Simmillion-verhalen publiceerde.

## Verwijzende noten
1. ↑  Otterspeer (2013), 585 en 823 noot 867.
2. ↑  Blom (1991)